# Aleksei Antonov
Aleksei Inokentievici Antonov (în rusă Алексей Иннокентьевич Антонов) (n. 15 septembrie 1896 – d. 19 iunie 1962) a fost un general rus, dintre principalii comandanți militari sovietic din timpul celui de-al doilea război mondial.